# ویکتور میخائیلوویچ آفاناسیف
ویکتور میخائیلوویچ آفاناسیف (به انگلیسی: Viktor Mikhailovich Afanasyev) فضانورد اهل کشور روسیه است که در ۳۱ دسامبر ۱۹۴۸ در بریانسک زاده شد. وی در مأموریت سایوز تی‌ام-۱۱، میر ئی‌او-۸، سایوز تی‌ام-۱۸، میر ئی‌او-۱۵، سایوز تی‌ام-۲۹، میر ئی‌او-۲۷، سایوز تی‌ام-۳۳، تی‌ام-۳۲ حضور داشته است.